# 福島功

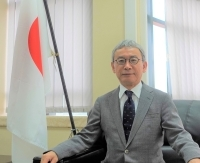
在ルワンダ日本国大使館ウェブページより

福島 功（ふくしま いさお、1960年〈昭和35年〉4月5日 - ）は、東京都出身の日本の外交官。
国際民間航空機関日本政府代表部特命全権大使などを経て、2022年11月から駐ルワンダ大使を務める（2023年2月より駐ブルンジ大使を兼任）。

## 略歴
- 1983年　外務省専門職員採用試験合格
- 1984年3月　京都大学文学部文学科卒業
- 1984年4月　外務省入省
- 2011年4月　大臣官房在外公館課在外勤務支援室長
- 2012年12月　総合外交政策局軍縮不拡散・科学部不拡散・科学原子力課国際原子力協力室 企画官（国際原子力協力担当）
- 2015年2月　大臣官房人事課人事企画官
- 2018年14月　大臣官房調査官 兼 大臣官房人事課
- 2019年10月　国際民間航空機関日本政府代表部在勤 特命全権大使
- 2022年11月　ルワンダ国駐箚 特命全権大使
- 2023年2月　兼ねてブルンジ国駐箚[2]